# Zapalle (obwód witebski)
Zapalle (biał. Запалле; ros. Заполье, Zapolje) – wieś na Białorusi, w obwodzie witebskim, w rejonie dokszyckim, w sielsowiecie Biarozki. W 2009 roku liczyła 10 mieszkańców.